# トーハツ・ロードレーサー
（本項目は『日本モーターサイクル史』を参考文献とする）
トーハツ・ロードレーサーでは、東京発動機製ロードレーサーについて説明する。ロードレーサーとは、ロードレースに使用する競技用バイクのことである。

## ランペット シリーズ

### ランペットレーサー
ランペットレーサーは、ロードスター（roadster）ランペットCA1を基に製作された1961年型市販ロードレーサーである。

### ランペットCR2
ランペットCR2は、1962年型市販ロードレーサーである。日本国内の50ccクラスのレースでは常勝マシンであった。フレームは高剛性化をはかり、全周溶接式である。CR2にはワークスマシンもあり、出力は9ps以上である。
1980年代末には当時10月10日（体育の日）に行われていたタイムトンネルにおける出走が確認されている。所有者兼ライダーは茨城県水戸市に住むY.M.氏。同氏はバイク雑誌「Clubman」6号においてインタビューを受けており、Tohatsu CR2 とライバルであるHonda CR110 の比較をしている。タイムトンネルにおいて、M氏の兄であるK.M.氏はCR110 で出走しており、この比較は参考になる点が多い。要約すると、「エンジンのレスポンスや加速といった点からはCR2の方が上だが、空冷2ストという点で冷却性に問題があり、信頼性を考慮する場合はCR110の方が上である」としている。
2011年9月4日に終了したヤフーオークションにおいてCR2の出品が確認されている。43件の入札ののちに確定した落札価格は160万1千円だった。

## 50ツインレーサー
50ツインレーサーは、ロードレース世界選手権用に開発された1962年型ワークスマシンのロードレーサーである。